# プレイリスト
プレイリスト（英語：playlist）または再生リスト（さいせいリスト）とは、演奏会のプログラム、放送の番組表等における、あらかじめ聴取者・視聴者に提示された楽曲のリスト。現代ではそれに転じ、コンピュータ内やインターネットメディア上などで音楽や動画を再生する順序を制御し、それを示すリスト、またはその操作・表示を行うためのファイルの名称を指す語である。この項目では後者について記述する。
iTunesのようなメディアプレーヤーでは、好きな音楽を集めオリジナルプレイリストを作る機能が標準的に備わっている。また、ラジオ等で放送された音楽リストをプレイリストという。YouTubeでは、アカウントに登録した者のみであるが、プレイリストにまとめて、それを公開することができる。Spotifyにもプレイリスト機能が存在し、そのプレイリストを共有するサービスも登場している。

## 利用方法
メディアプレーヤー・デジタルオーディオプレーヤー等
メディアプレーヤーに読み込んだ音楽を使い、オリジナルカセットテープと同じような楽しみ方が出来る。また、音楽家が作るプレイリストが様々なところで公開されているので、作成者の好みやルーツなどを楽しむことが出来る。作成したプレイリストはiPodなどのポータブルオーディオプレーヤーに転送したり、オーディオCDに書き込むこともできる。
プレイリストをファイルとして保存・読み出し（エクスポート/インポート）する場合は、拡張子「M3U」「PLS」の形式が一般的に用いられる。いずれも中身はテキストファイルである。
ソフトウェアによってはライブラリに登録された楽曲の中からジャンル・アーティスト名などの情報から絞り込んで自動的にプレイリストを作成する機能がある（iTunes：スマートプレイリスト、SonicStage：ダイナミックプレイリスト）。さらにインターネットの楽曲情報・楽曲の分析結果などを利用しユーザーの好みに合わせたプレイリストを作成する機能もある（iTunes：Genius Mix、SonicStage：おまかせチャンネル）。
ビデオレコーダー
一部のDVDレコーダー・BDレコーダー・HDDレコーダー等ではHDDに保存した録画を仮想的にカット編集したり、複数の番組を並べたプレイリストを作成できる。プレイリストをBD/DVDメディア等にダビングできるかどうかは機種によって異なる（コピー制限がない番組のみダビング可能な機種もある）。

## 参照
1. ↑  『プレーリスト』 - コトバンク
2. ↑  https://digle.tokyo/